# Bror Hjorth

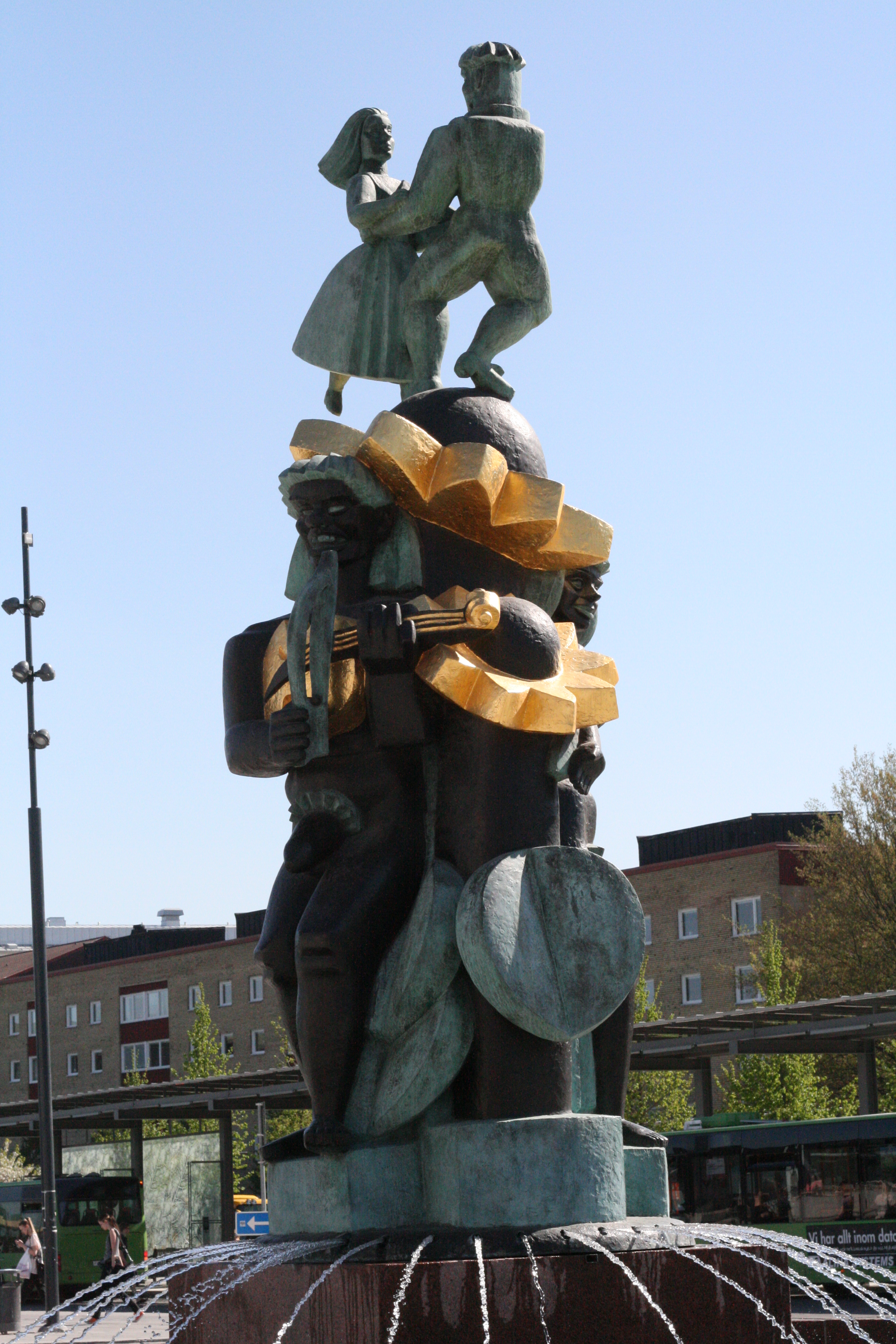
Bror Hjorths fontän Näckens polska framför Uppsala centralstation.

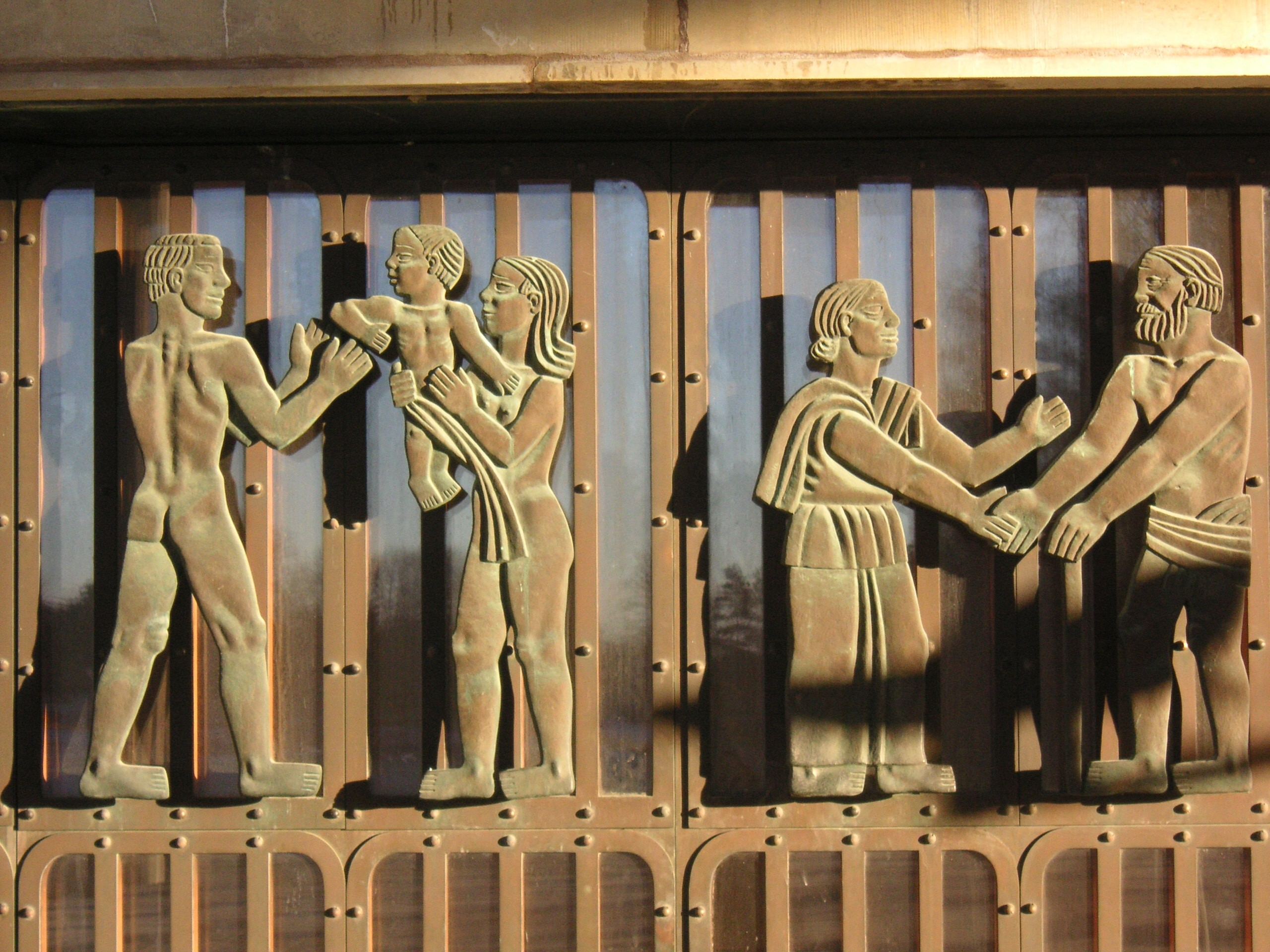
Hjorths bronsrelief på Heliga korsets kapellets höj- och sänkbara vägg på Skogskyrkogården.

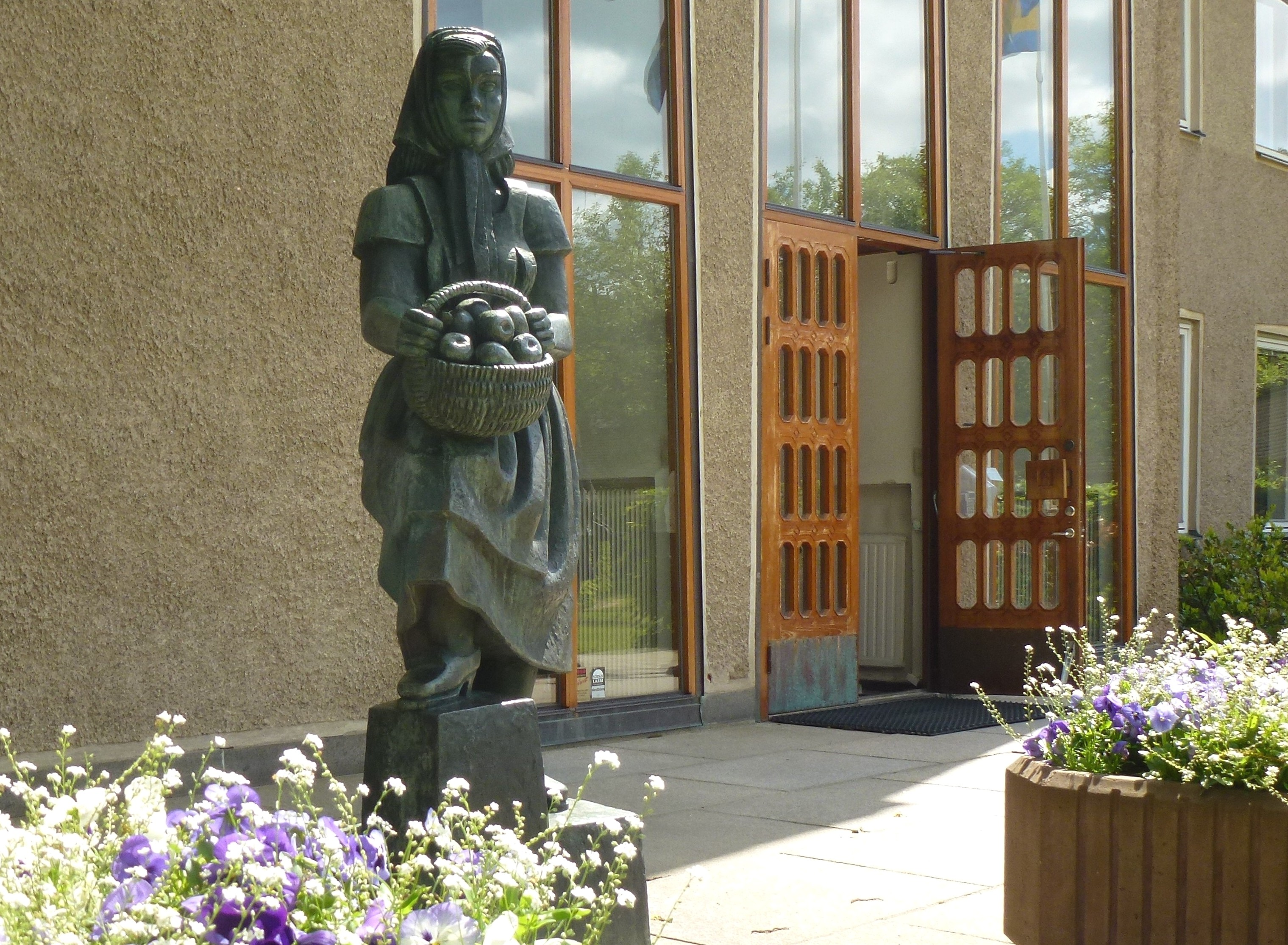
Flicka med fruktkorg utanför Huddinge kommunalhus.

Bror Hjorth, född 22 april 1894 i Kronsäter, Ambricka rote, vid Marma, Älvkarleby socken, död 21 maj 1968 i Uppsala, var en svensk skulptör och målare.

## Liv och verk
Bror Hjorth var son till skogvaktaren Emil Gottfrid Johansson och Charlotta Johansdotter och växte upp bland bönder i Stora Dalboda, Viksta socken. Han hade en tidig kontakt med spelmän i trakten och musiken betydde mycket för hans konst. Hans skolböcker var dekorerade med teckningar.
Han var 1915 under kortare perioder på Althins och Gunnar Hallströms målarskola, men gjorde sedan uppehåll på grund av sjukdom. Från 1919 var han extraelev på  Konstakademien i Köpenhamn för Einar Utzon-Frank under ett och ett halvt år och därefter studerade han för Antoine Bourdelle i Paris i fyra år. Han bosatte sig efter studietiden i Uppsala och uppförde där ett ateljéhus i Kåbo, vilket numera är museet Bror Hjorths Hus.
Under några år i början av 1930-talet drev Bror Hjorth tillsammans med Nils Möllerberg en skulpturskola i Stockholm. Bror Hjorth tillhörde konstnärsgruppen Färg och Form. Kärleksskulpturerna på 1930-talet blev mycket omdebatterade och missförstådda. Bror Hjorth var lärare i teckning vid Kungliga Konsthögskolan i Stockholm 1949–59. Bror Hjorth erhöll Sergelpriset 1955.

### Karakteristik
Bror Hjorths konst utgörs bland annat av figurtavlor – ofta grovt skurna i trä i ett fåtal klara och bjärta färger. Han målade även en del landskap och ateljéinteriör. Bland Hjorths stora produktion bör nämnas:
- "Kubistisk flicka", skulptur, 1921
- "Visdomens brunn, skulptur, 1933
- "Begravningen", målning, 1925
- "Den lidande Jesus", målning
- "Flicka med fruktkorg", skulptur i brons, 1951, utanför entrén till Huddinge kommunalhus

Han är representerad vid bland andra Nationalmuseum, Moderna Museet, Sven-Harrys konstmuseum i Stockholm, Norrköpings konstmuseum, Göteborgs konstmuseum, Malmö konstmuseum, Uppsala konstmuseum, Waldemarsudde, Kalmar Konstmuseum, Nasjonalgalleriet, Oslo  och British Museum.
Bror Hjorth är begravd på kyrkogården vid Björklinge kyrka i Uppsala kommun.

## Offentliga verk i urval
- Näckens polska,  brons, utanför Uppsala centralstation
- Mor och barn, Innergården på gamla Kanslihuset i Stockholm - Skulpturen utförd av Bror Marklund installerad 1956
- Altartavla i Salabackekyrkan i Uppsala
- Altartavla i Jukkasjärvi kyrka
- Reliefer på Heliga korsets kapell på  Skogskyrkogårdens krematorium i Stockholm

Dessutom reliefer i Borås, ABF Stockholm, Norrköpings stadsteater.

## Galleri

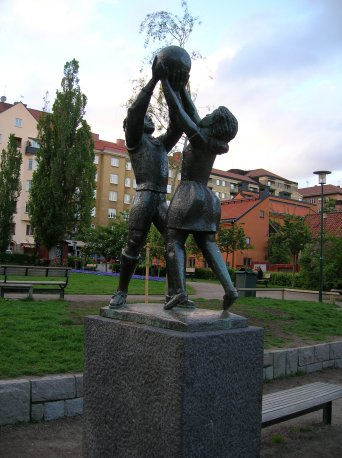
Lek på Nytorget i Stockholm.
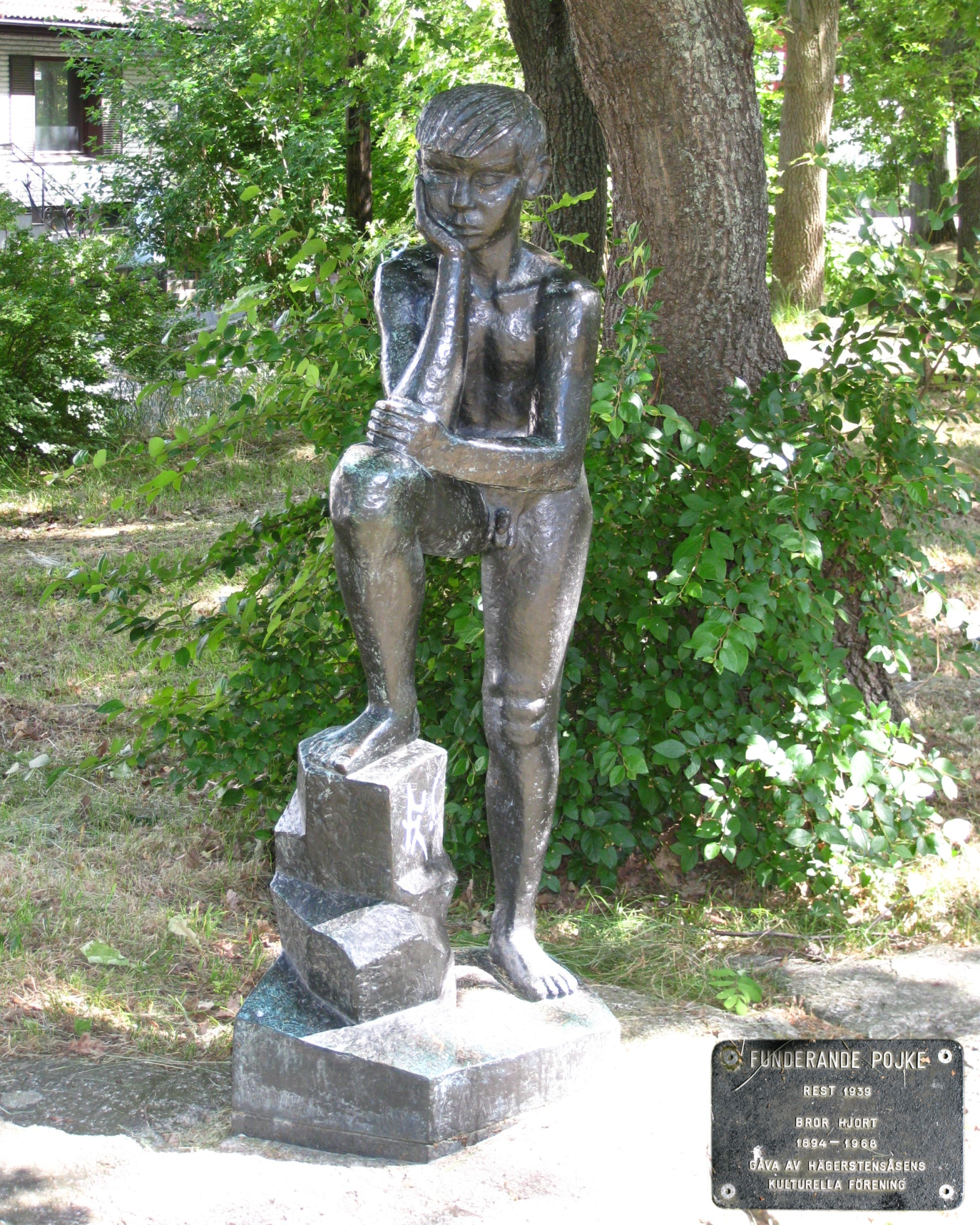
Funderande pojke i Stockholm.
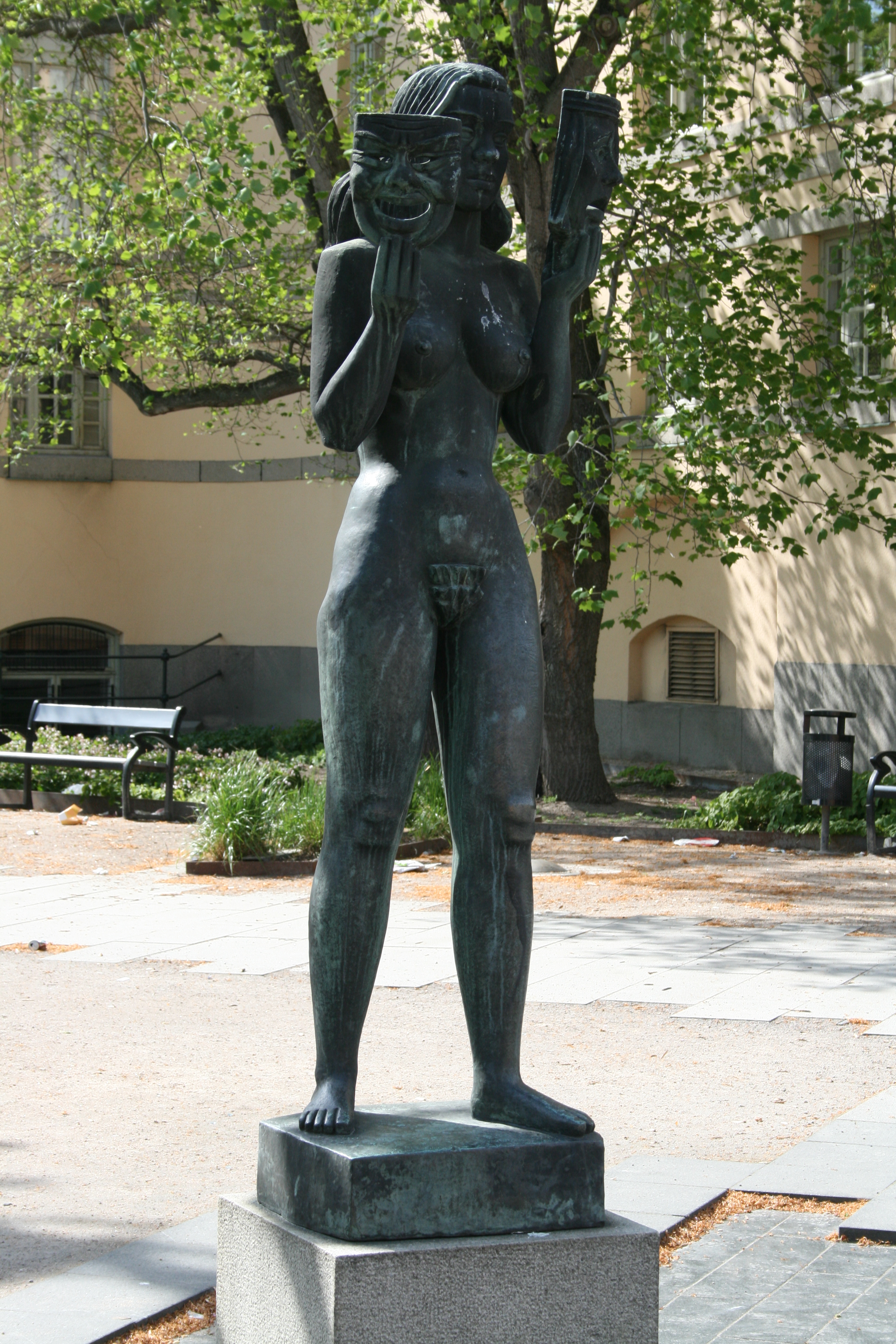
Thalia, Norrköping.
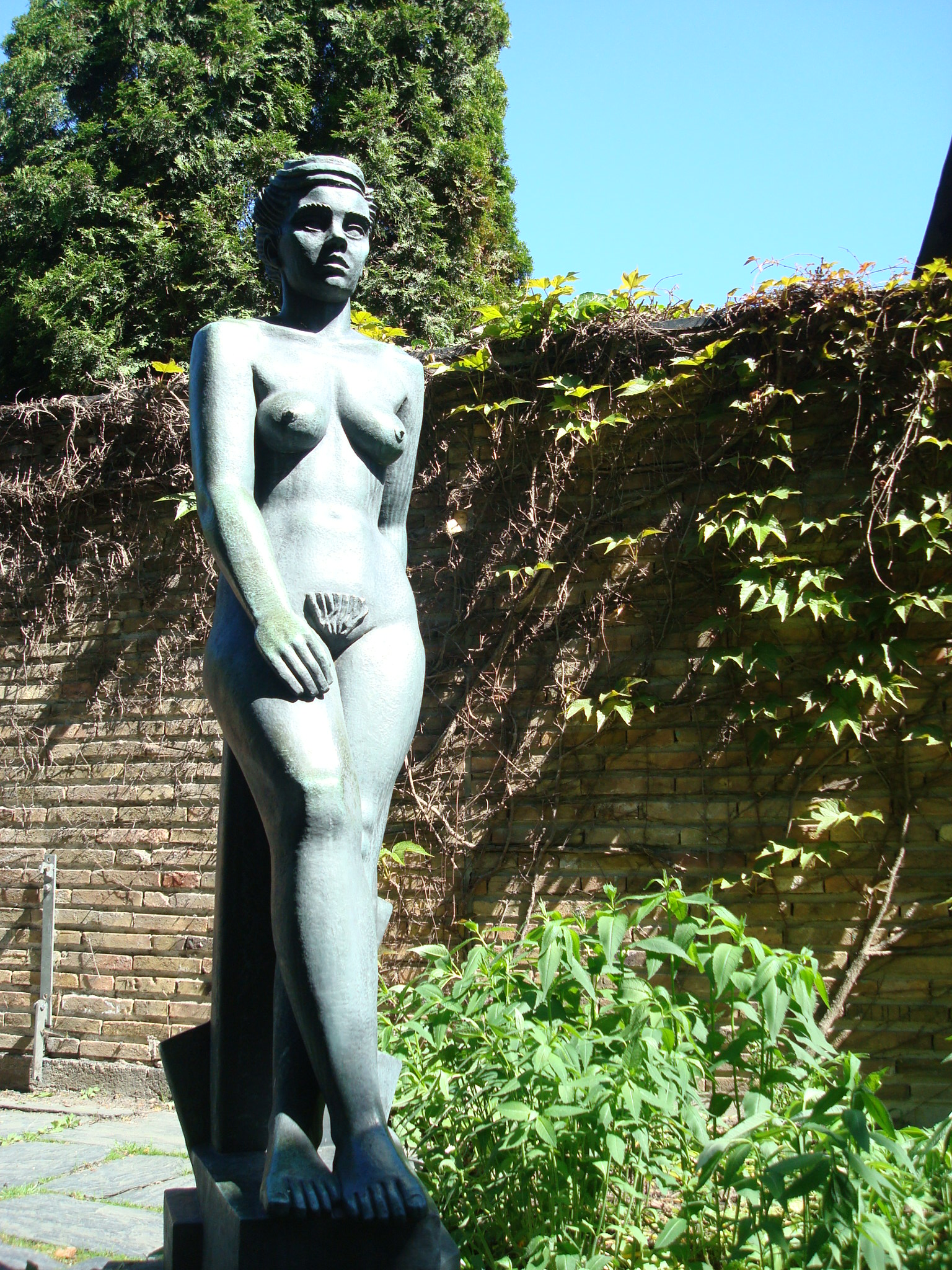
Margit, Marabouparken.
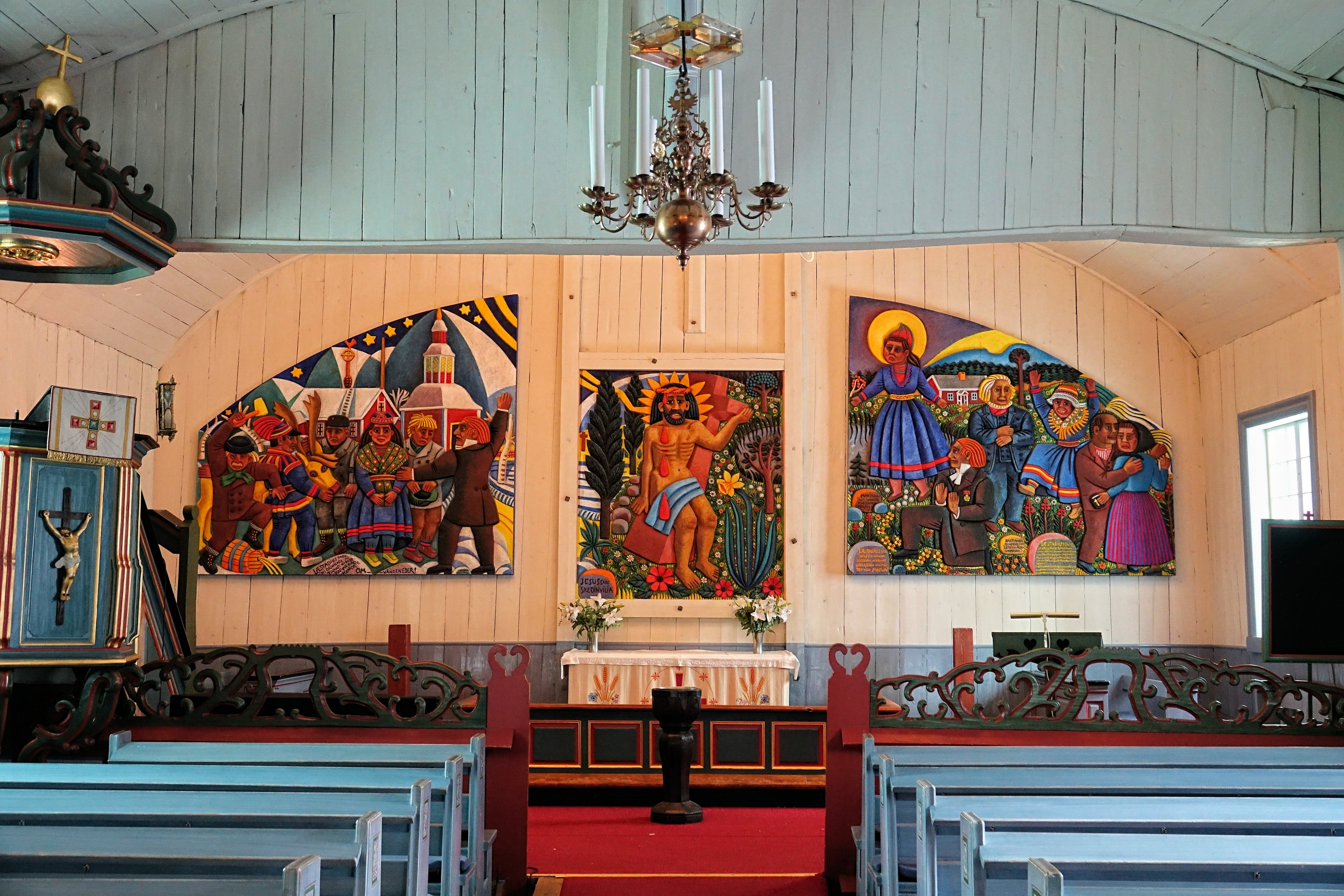
Altartavla i Jukkasjärvi kyrka
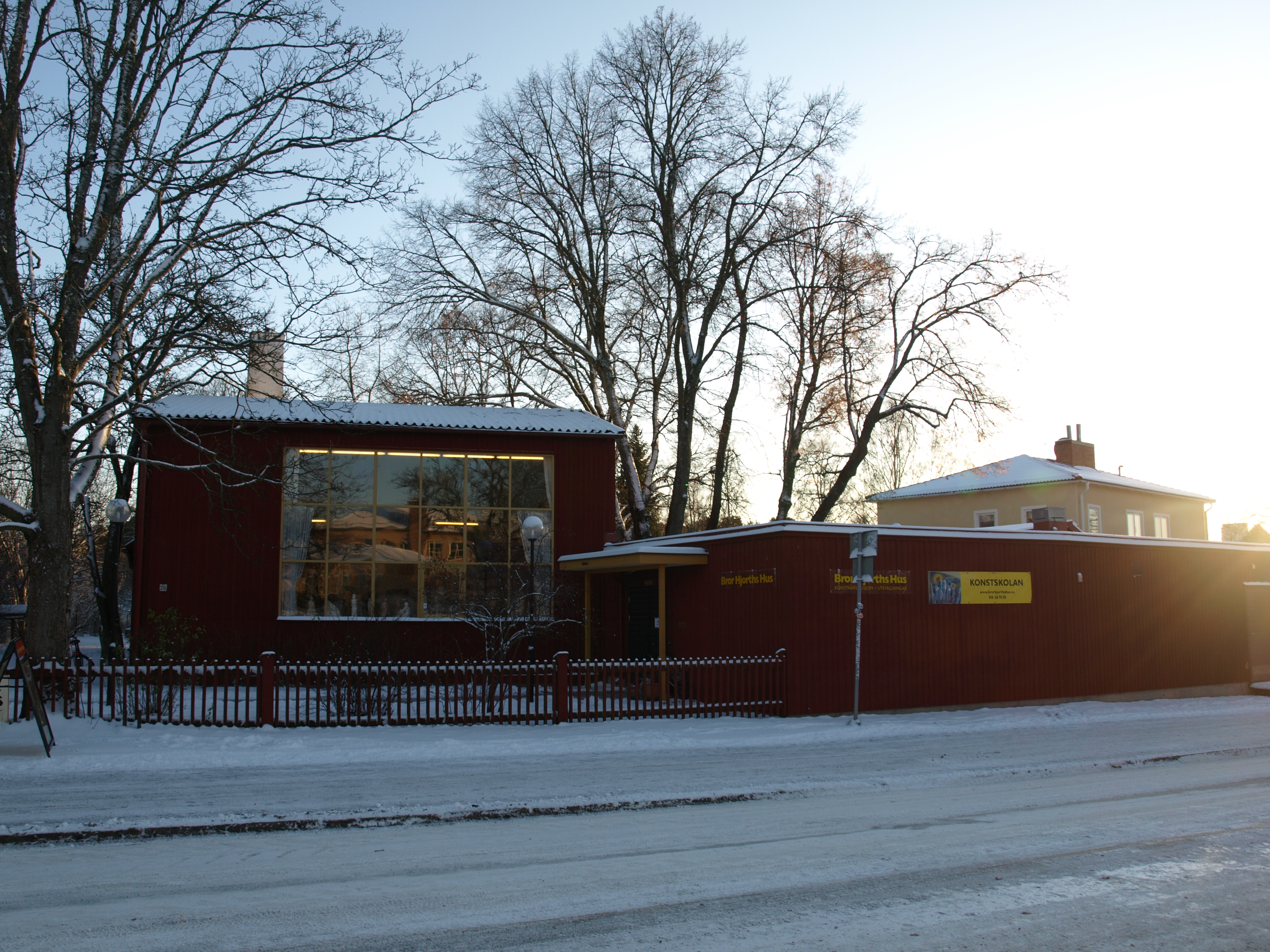
Bror Hjorths Hus I Uppsala.